# Psaliodes duplicilinea
Psaliodes duplicilinea är en fjärilsart som beskrevs av W. Warren 1907. Psaliodes duplicilinea ingår i släktet Psaliodes och familjen mätare. Inga underarter finns listade i Catalogue of Life.